# Cabezón de la Sal
Cabezón de la Sal est une commune espagnole située dans la communauté autonome de Cantabrie.

## Personnalités liées à la commune
- Matilde de la Torre (1884-1946), journaliste, écrivaine et femme politique républicaine espagnole;
- Manuel Martín Piñera (1931-), coureur cycliste;
- Ana Madrazo (1961-), femme politique, membre du Parti populaire (PP);
- Jairo Samperio (1993-), joueur de football.